# Дипломатия доллара
«Дипломатия доллара» (англ. Dollar diplomacy) ― форма американской внешней политики президента США Уильяма Тафта, направленная на минимизацию использования военной силы или угроз военной силой и, вместо этого, на достижение своих целей в Латинской Америке и Восточной Азии за счёт использования своей экономической мощи, гарантируя ссуды, предоставленные зарубежным странам. При Вудро Вильсоне  в 1913 году, политика «дипломатии доллара» прекратилась. 